# Eddie Nketiah
Edward Keddar Nketiah, född 30 maj 1999 i Lewisham, London, är en engelsk fotbollsspelare (anfallare) som spelar för Premier League-klubben Crystal Palace. Han har också representerat det engelska landslaget på flera ungdomsnivåer.

## Klubblagskarriär

### Arsenal
Nketiah tillhörde Chelsea fram till 14 års ålder då han släpptes av klubben och istället värvades av Arsenal. Han har under sina första år i Arsenal huvudsakligen spelat för klubbens akademilag, men också gjort ett antal framträdanden med a-laget. Han gjorde sin seniordebut den 28 september 2017 i en seger med 4–2 över BATE Borisov i Europa Leage, och spelade sin första Premier League-match mot Brighton & Hove Albion den 4 mars 2018, vilken Arsenal förlorade med 2–1. Sitt första ligamål gjorde han den 12 maj 2019 i 3–1-segern mot Burnley.
Inför 2019 års sommarturné flyttades Nketiah upp till Arsenals förstalag. Han imponerade stort och gjorde mål mot både Fiorentina och Bayern München. Omkring 25 klubbar visade intresse för att låna spelaren, som hade en läkarundersökning inbokad hos Bristol City den 7 augusti 2019, innan Leeds United lade ett sent bud.

#### Leeds United (lån)
Den 8 augusti 2019 gick Nketiah till Leeds på lån för hela den kommande säsongen. Hans första mål för Leeds kom redan i den första matchen han spelade för klubben, i 3–0-segern mot Salford City i Carabao cup den 13 augusti. Han ligadebuterade den 21 augusti med ett inhopp hemma mot Brentford i den 77:e minuten, och gjorde matchens enda mål fyra minuter senare.
Nketiah fick under hösten fortsätta att börja matcherna på bänken, och gjorde ytterligare två seriemål på inhopp. När Leeds förstaval i den centrala anfallsrollen Patrick Bamford under hösten spelade tio raka matcher utan att göra mål, höjdes röster för att Nketiah borde få chansen från start. Inför hemmamatchen mot Queens Park Rangers den 2 november hade Leeds-managern Marcelo Bielsa beslutat att starta med Nketiah, men dagen innan matchen skadade han sig på träning och missade större delen av november som konsekvens. Under hans frånvaro återfann Bamford sin målform med tre mål och två assist på fyra matcher. Vid årsskiftet 2019/2020 återkallades lånet och Nketiah återvände till Arsenal.

## Landslagskarriär
Nketiah gjorde sin debut för Englands U18-lag den 22 mars 2017, och gjorde lagets andra mål i en seger med 2–0. I sin andra match, mot Qatar U19, gjorde han ett hattrick, och i november samma år gjorde han fyra mål mot Färöarna i en kvalmatch till U19-EM 2018. Han missade dock slutspelet då Arsenal tillsammans med andra klubbar var kritiska till att mästerskapet sammanföll med klubbarnas försäsong, och höll tillbaka sina spelare.
Den 4 september 2020 var Nketiah för första gången lagkapten för U21-laget, och stod dessutom för ett hat-trick när England slog Kosovo med 6–0 i kvalspelet till U21-Europamästerskapet i fotboll 2021.
Nketiahs föräldrar är från Ghana, vilket gör att han trots sina ungdomslandskamper för England också är kvalificerad att representera Ghanas landslag på seniornivå.

## Meriter

### Klubblag
Arsenal
- FA Community Shield: 2023[18]
- Uefa Europa League:  Finalist 2018/2019